# Massam-Gletscher
Der Massam-Gletscher ist ein 17,5 km langer Gletscher in der antarktischen Ross Dependency. Im Königin-Maud-Gebirge fließt er in nördlicher Richtung zwischen den Waldron Spurs und den Longhorn Spurs zum Ross-Schelfeis, das er unmittelbar östlich der Einmündung des Shackleton-Gletschers erreicht.
Die Südgruppe der New Zealand Geological Survey Antarctic Expedition (1963–1964) benannte ihn nach David Graham Massam (1935–2004), einem Expeditionsteilnehmer.